# Првенство СФР Југославије у рагбију 1991/92.
Првенство СФР Југославије у рагбију 1990/91. је било 36. издање првенства комунистичке Југославије у рагбију. Играло се по правилима рагбија 15. 
Титулу је освојио Партизан.
| Шампион Југославије у рагбију 1992. |
| ----------------------------------- |
| Рагби клуб Партизан 6. титула       |